# S Puppis
S Puppis är en vit huvudseriestjärna av spektraltyp A2V och visuell magnitud 7,2 i stjärnbilden Akterskeppet. Den misstänktes vara variabel. Noggranna mätningar har emellertid visat att den inte är det.